# Kleopatras nålar

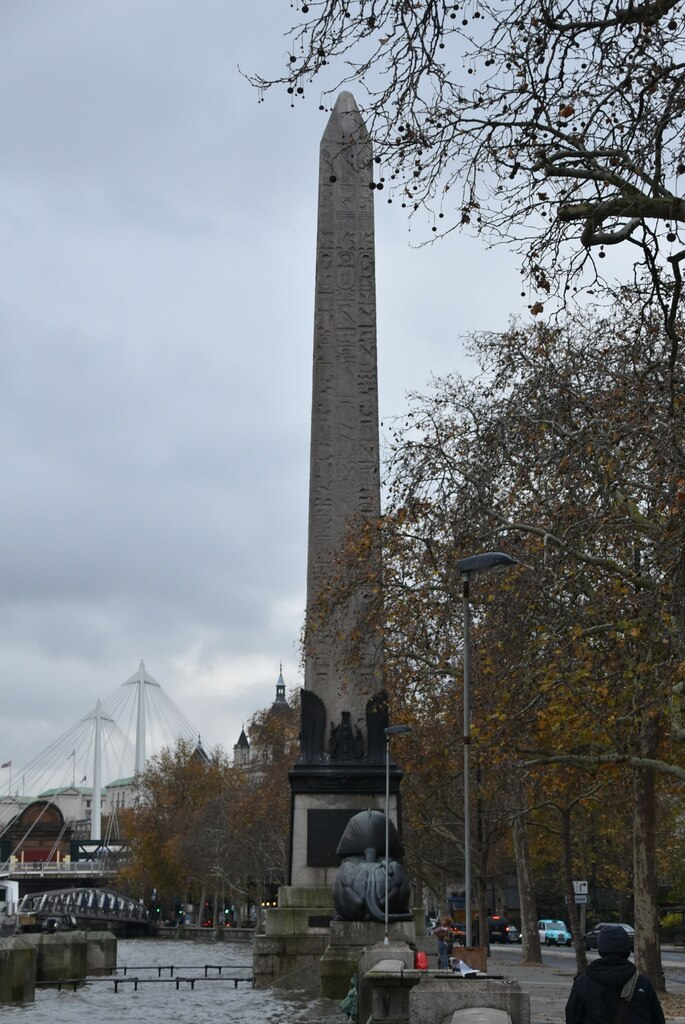
Kleopatras nål i London

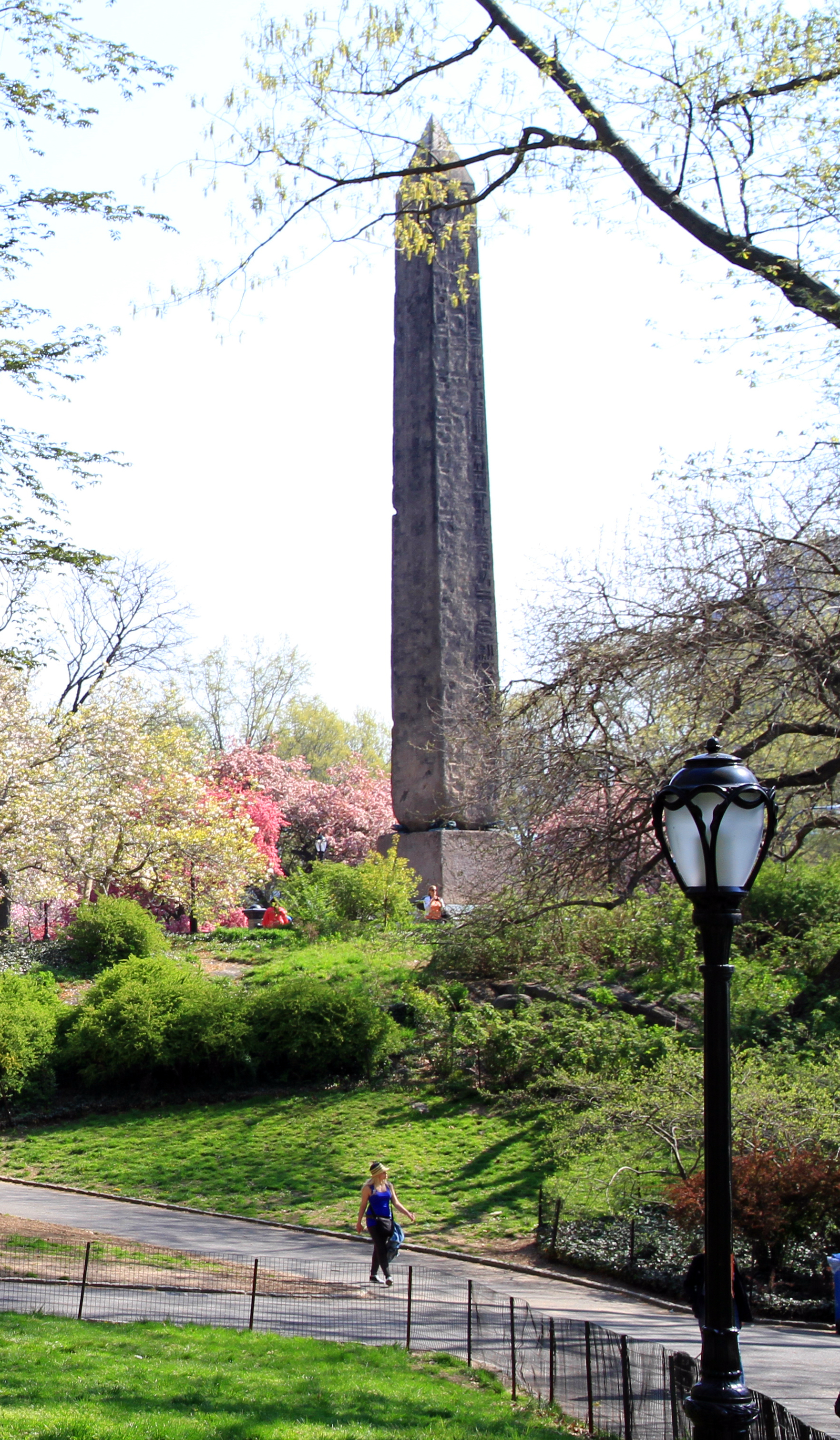
Kleopatras nål i New York

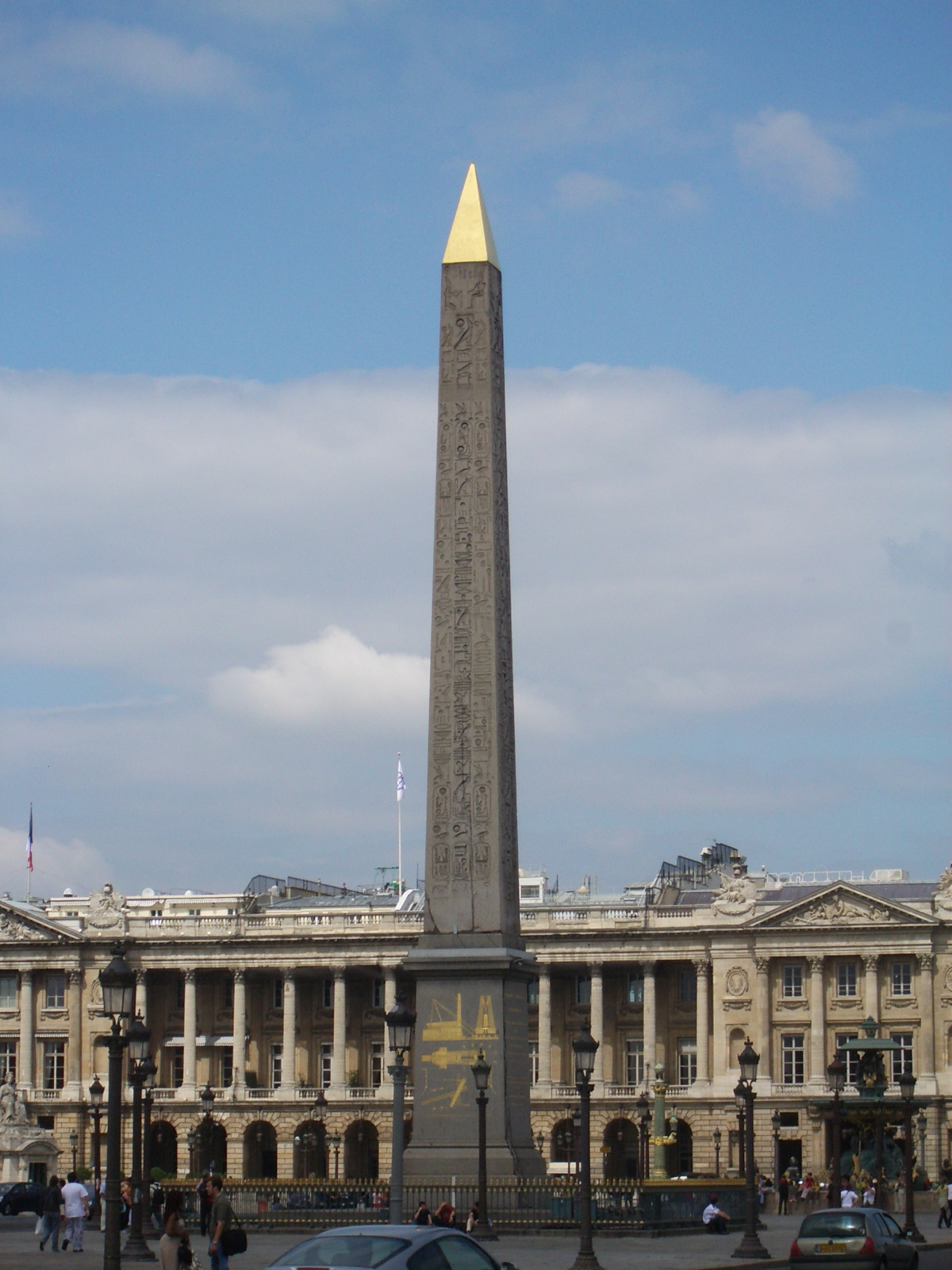
Kleopatras nål i Paris

Kleopatras nålar kallas de tre egyptiska obelisker som ursprungligen tillverkades under Nya riket i det forntida Egypten. Under 1800-talet flyttades dessa från Egypten och står nu resta i tre utomegyptiska storstäder. De är placerade vid Themsens strand i London, vid Central Park i New York och på Place de la Concorde i Paris.

## Historia
Ursprungligen syftar begreppet på tre obelisker, ett par obelisker resta framför solguden Ras tempel i Heliopolis under Thutmosis III regeringstid (omkring 1550 år f.Kr.). Dessa flyttades under kejsar Tiberius regeringstid omkring 22 f.Kr. till Alexandria.
1819 beslöt Pascha Muhammed Ali att skänka dessa obelisker till England och USA. En obelisk skänktes till England och den andra till USA. Först 1877 inleddes flytten av första obelisken till London och 1880 inleddes flytten av andra obelisken till New York.
Den tredje obelisken restes i par framför Luxortemplet i Thebe (dagens Luxor) under Ramses II regeringstid (omkring 1250 år f.Kr.).
1829 skänktes denna egyptiska obelisk av Muhammed Ali till Frankrike för att hedra Jean François Champollion arbete kring hieroglyfernas avkodning, i november 1830 upprepade han erbjudandet. Obelisken upptäcktes på 1800-talet och kallades då för "Kleopatras nål" (fr: Les Aiguilles de Cléopâtre) av européerna, utifrån antagandet att den ursprungligen hade stått utanför templet i Alexandria som byggts under drottning Kleopatras tid. 1836 inleddes flytten av denna obelisk till Paris och blev den första av de tre som skänktes att resas. Den andra obelisken i paret står kvar på sin ursprungliga plats framför templet.
Alla tre obelisker är skapade i forntida Egypten och refereras ofta som "Kleopatras nålar". Det finns 21 forntida egyptiska obelisker bevarade där endast 4 står på plats i Egypten. Under Romerska rikets tid flyttades 13 till Rom och 1 till Konstantinopel.

### Obelisken i London
London-obelisken (en: Cleopatra's Needle) är huggen i rosa granit med en höjd på cirka 21 meter och en uppskattad vikt på mellan 187 och 200 ton.
1877 inleddes flytten av Kleopatras nål till London. Ingenjör John Dixon hade konstruerad en specialbyggd ponton (döpt till "Cleopatra") och inneslöt obelisken i ett 30 meter långt, mot båda ändarna tillspetsat, vattentätt järnfodral. Den 21 september 1877 avgick pontonen i släp av fartyget "Olga" från Alexandria. Under resan drabbades konvojen 14 oktober av en storm i Biscayabukten och pontonen behövde släppas men den återfanns senare av fartyget "Fitzmaurice" som tog den till Ferrol. Därifrån fortsatte transporten med fartyget "Anglia" och konvojen nådde England den 21 januari 1878.
Obelisken restes under en ceremoni vid Victoria Embankment på Themsens norra strand den 12 september 1878.

### Obelisken i New York
New York-obelisken (en: Cleopatra's Needle) är huggen i röd granit med en höjd på cirka 21 meter och en uppskattad vikt på mellan 193 och 200 ton.
1879 inleddes flytten av Kleopatras nål till New York. Obelisken vändes från stående till liggande, under arbetet var den nära att välta. I augusti pausades flytten, först i november kunde arbetet återupptas och obelisken flyttades till hamnen. Där lastades på ett specialförstärkt fartyg (ångbåten "SS Dessoug") och den 12 juni 1880 avgick fartyget från Alexandria, transporten hade bekostads privat av William Henry Vanderbilt (Cornelius Vanderbilts äldste son). Fartyget nådde Staten Island i New Yorks hamn i juli samma år.
Obelisken restes under en ceremoni i Central Park på Manhattan den 22 januari 1881, den 22 februari hölls ytterligare en öppen mottagning på Metropolitan Museum of Art i för att fira händelsen.

### Obelisken i Paris
Paris-obelisken (fr: Obélisque de Louxor) är den första av de tre "Kleopatras nålar" som flyttades från Egypten. Obelisken är huggen i rosa granit (Syenit) med en höjd på cirka 23 meter och en uppskattad vikt på mellan 227 och 250 ton.
1833 inleddes flytten av Luxorobelisken till Paris. Ingenjörerna Jean Tupinier och Apollinaire Lebas hade konstruerad en specialbyggd flatbottnad pråm (döpt till ”Louxor” ) vilken lämnade franska Toulon i april 1831. Obelisken togs ombord 19 december i Luxor men på grund av högt vattenstånd i Nilen fördröjdes resan till Alexandria till 25 augusti 1832. Där fick man vänta ut dåligt väder till den 1 januari 1833 innan pråmen i släp av fartyget "Sphinx" kunde avgå mot Frankrike. Obelisken nådde Paris den 23 december 1833.
Obelisken restes under stor pompa och ståt på Place de la Concorde den 25 oktober 1836 och då myntades termen "Kleopatras nål" (fr: Aiguille de Cléopâtre).